# 国民同盟党 (パプアニューギニア)
国民同盟党（こくみんどうめいとう）は、パプアニューギニアの政党。
1995年、マイケル・ソマレ党首のもとに結成された。
2002年の総選挙では、パプアニューギニア議会で109議席のうちの19議席を占め、最大政党となった。
2007年の総選挙では、27議席を獲得し、最大政党を維持した。

## 参考
1. ↑  
外務省ホームページ